# اچ‌ام‌اس فریتام (ام۲۶۳۰)
اچ‌ام‌اس فریتام (ام۲۶۳۰) (به انگلیسی: HMS Fritham (M2630)) یک کشتی بود که طول آن ۱۰۰ فوت (۳۰ متر) بود. این کشتی در سال ۱۹۵۳ ساخته شد.